# Журавин
Жура́вин (пол. Żurawin) — село Бещадського повіту Підкарпатського воєводства Республіки Польща. Колишнє бойківське село, у рамках договору обміну територіями 1951 року все українське населення насильно переселено.

## Історія
Закріпачене у 1444 році в маєтностях Кмітів на волоському праві. До 1772 року село належало до Перемишльській землі Руського воєводства.
У 1772—1918 роках село перебувало у складі Австро-Угорської монархії, у провінції Королівство Галичини та Володимирії. У 1895 році село належало до Ліського повіту, у селі нараховувалося 56 будинків і 413 мешканців, з них 317 греко-католиків, 62 римо-католики та 34 юдеї.
У 1919—1939 роках — у складі Польщі. Село належало до Ліського повіту Львівського воєводства, у 1934—1939 роках входило до складу ґміни Літовищі. На 1 січня 1939 року в селі мешкало 950 осіб, з них 880 українців-греко-католиків, 5 українців-римокатоликів та 65 євреїв.
У 1940—1951 роках село належало до Нижньо-Устрицького району Дрогобицької області, була Журавнянська сільрада.
В межах договору обміну територіями 1951 року все українське населення насильно виселене, зокрема в село Михайлівка в Нововоронцовському районі Херсонської області та в Ширяївський район Одеської області, територія включена до солтиства Смільник.

## Церква
У XIX столітті в селі була дерев'яна церква Преображення Господа Ісуса Христа, була дочірньою церквою парафії Літовищі Затварницького деканату.
У 1918 році збудована дерев'яна церква Преображення Господа Нашого Ісуса Христа, була дочірньою церквою парафії Літовищі Затварницького деканату (від 1924 року — Лютовиського деканату) Перемишльської єпархії УГКЦ. Після виселення українців церква зруйнована.